# Équipe d'Algérie de football en 2007
L'équipe d'Algérie de football participe lors de cette année à la Qualifications à la Coupe d'Afrique des nations de football 2008 L'équipe d'Algérie est entraînée par Jean-Michel Cavalli.

## Déroulement de la saison

### Classement FIFA 2007
Le tableau ci-dessous présente les coefficients mensuels de l'équipe d'Algérie publiés par la FIFA durant l'année 2007.
| Mois | janv. | fév. | Mars | Avril | Mai | Juin | Juillet | Août | sept. | oct. | nov. | déc. |
| Rang | 78    | 80   | 78   | 64    | 65  | 67   | 77      | 73   | 85    | 89   | 81   | 79   |

### Classement de la CAF
Le tableau ci-dessous présente les coefficients mensuels de l'équipe d'Algérie dans la CAF publiés par la FIFA durant l'année 2007.
| Mois | janv. | fév. | Mars | Avril | Mai | Juin | Juillet | Août | sept. | oct. | nov. | déc. |
| Rang | 19    | 17   | 16   | 14    | 15  | 17   | 17      | 16   | 20    | 20   | 18   | 18   |

## Matchs disputés
| Date             | Stade                                        | Adversaire | Score | Comp | Buteurs algérien                      |
| 7 février 2007   | Stade du 5-Juillet-1962 Alger, Algérie       | Libye      | 2-1   | A    | Saïfi 63e, Méniri 68e                 |
| 24 mars 2007     | Stade du 5-Juillet-1962 Alger, Algérie       | Cap-Vert   | 2-0   | QCAN | Daham 60e, Méniri 89e                 |
| 2 juin 2007      | Estádio da Várzea Praia, Cap-Vert            | Cap-Vert   | 2-2   | QCAN | Bougherra 33e, Saïfi 84e              |
| 7 juin 2007      | Camp Nou Barcelone, Espagne                  | Argentine  | 3-4   | A    | Yahia 18e, Bougherra 43e, Belhadj 75e |
| 16 juin 2007     | Stade du 5-Juillet-1962 Alger, Algérie       | Guinée     | 0-2   | QCAN |                                       |
| 22 août 2007     | Stade de la Mosson Montpellier, France       | Brésil     | 0-2   | A    |                                       |
| 22 août 2007     | Independence Stadium (Gambie) Banjul, Gambie | Gambie     | 1-2   | QCAN | Saïfi 56e                             |
| 27 novembre 2007 | Stade Robert Diochon Rouen, France           | Mali       | 3-2   | A    | Bouazza 40e, Ghilas 73e, Belhadj 88e  |

Légende: A : Match amical / QCAN : Qualifications à la Coupe d'Afrique des nations de football 2008

### Bilan
| Rang | Équipe  | Pts | J | G | N | P | Bp | Bc | Diff |
| ---- | ------- | --- | - | - | - | - | -- | -- | ---- |
| #    | Algérie | 10  | 8 | 3 | 1 | 4 | 13 | 15 | -2   |

## Match disputé
| Entraîneur :        |
| Jean-Michel Cavalli |

| Entraîneur :  |
| Lúcio Antunes |

| Entraîneur :        |
| Jean-Michel Cavalli |

| Entraîneur :  |
| Lúcio Antunes |

| Titulaires : |  |
| |  |
| 16 • Samir Hadjaoui · 19 • Ismaël Bouzid · 2 • Madjid Bougherra 90e · 5 • Mehdi Meniri 90e · 21 • Anthar Yahia · 12 • Abderaouf Zarabi 90e · 8 • Chadli Amri 87e · 6 • Yazid Mansouri · 15 • Karim Ziani 68e · 3 • Nadir Belhadj · 9 • Noureddine Daham 72e · |  |
| Remplaçants : |  |
| 17 • Samir Zaoui 90e · ? • Adel Maïza 90e · 7 • Yacine Bezzaz 90e · ? • Larbi Hosni 87e · 11 • Karim Matmour 68e · 18 • Kamel Ghilas 72e · |  |
| Entraîneur : |  |
| Jean-Michel Cavalli |  |

| Titulaires : |  |
| |  |
| 1 • Roberto Abbondanzieri · 3 • Nicolás Burdisso 46e · 2 • Roberto Ayala · 15 • Gabriel Milito · 13 • Javier Pinola · 8 • Javier Zanetti · 5 • Fernando Gago 46e · 19 • Esteban Cambiasso · 18 • Lionel Messi · 21 • Diego Milito 61e · 11 • Carlos Tévez 67e · |  |
| Remplaçants : |  |
| 22 • Luis González 46e · 14 • Javier Mascherano 46e · 9 • Hernán Crespo 61e · 16 • Pablo Aimar 67e · |  |
| Entraîneur : |  |
| Alfio Basile |  |

| Titulaires : |  |
| |  |
| 16 • Samir Hadjaoui · 19 • Ismaël Bouzid · 2 • Madjid Bougherra 90e · 5 • Mehdi Meniri 90e · 21 • Anthar Yahia · 12 • Abderaouf Zarabi 90e · 8 • Chadli Amri 87e · 6 • Yazid Mansouri · 15 • Karim Ziani 68e · 3 • Nadir Belhadj · 9 • Noureddine Daham 72e · |  |
| Remplaçants : |  |
| 17 • Samir Zaoui 90e · ? • Adel Maïza 90e · 7 • Yacine Bezzaz 90e · ? • Larbi Hosni 87e · 11 • Karim Matmour 68e · 18 • Kamel Ghilas 72e · |  |
| Entraîneur : |  |
| Jean-Michel Cavalli |  |

| Titulaires : |  |
| |  |
| 1 • Roberto Abbondanzieri · 3 • Nicolás Burdisso 46e · 2 • Roberto Ayala · 15 • Gabriel Milito · 13 • Javier Pinola · 8 • Javier Zanetti · 5 • Fernando Gago 46e · 19 • Esteban Cambiasso · 18 • Lionel Messi · 21 • Diego Milito 61e · 11 • Carlos Tévez 67e · |  |
| Remplaçants : |  |
| 22 • Luis González 46e · 14 • Javier Mascherano 46e · 9 • Hernán Crespo 61e · 16 • Pablo Aimar 67e · |  |
| Entraîneur : |  |
| Alfio Basile |  |

| Entraîneur :        |
| Jean-Michel Cavalli |

| Entraîneur : |
| Dunga        |

| Entraîneur :        |
| Jean-Michel Cavalli |

| Entraîneur : |
| Dunga        |

## Les joueurs
| Joueurs                                                       |    |    |    |    |    |    |    |    |
| Gardiens de but                                               |    |    |    |    |    |    |    |    |
| Samir Hadjaoui (ES Sétif)                                     |    |    | 62 | 90 | 90 |    |    |    |
| Lounès Gaouaoui (WA Tlemcen)                                  | 90 | 90 | 26 |    |    | 90 | 90 | 90 |
| Défenseurs                                                    |    |    |    |    |    |    |    |    |
| Madjid Bougherra (Sheffield Wednesday puis Charlton Athletic) |    | 90 | 90 | 90 | 90 | 90 | 90 | 90 |
| Antar Yahia (OGC Nice puis VfL Bochum)                        |    |    | 90 | 90 | 46 | 66 | 90 | 46 |
| Mehdi Méniri (SC Bastia)                                      | 90 | 90 |    | 90 | 90 |    | 79 | 90 |
| Samir Zaoui (ASO Chlef)                                       |    |    | 90 | 0  |    |    |    | 90 |
| Ismaël Bouzid (1. FC Kaiserslautern puis Galatasaray SK)      | 90 | 90 | 90 | 90 |    | 90 | 90 |    |
| Abderaouf Zarabi (AC Ajaccio puis FC Gueugnon)                | 90 | 90 | 90 | 90 | 46 | 90 | 90 |    |
| Larbi Hosni (MC Alger)                                        | 90 |    |    | 3  |    | 66 |    |    |
| Nadir Belhadj (CS Sedan puis Olympique lyonnais)              |    | 90 |    | 90 | 90 | 90 | 90 | 90 |
| Mohamed Rabie Meftah (JS Kabylie)                             |    |    | 90 |    | 90 |    |    |    |
| Adel Maïza (ES Sétif)                                         |    |    |    | 0  |    |    |    |    |
| Milieux                                                       |    |    |    |    |    |    |    |    |
| Yazid Mansouri (FC Lorient)                                   | 90 | 90 |    | 90 | 90 | 90 | 10 | 90 |
| Yacine Bezzaz (Valenciennes FC)                               |    |    | 28 | 0  | 44 | 24 | 80 |    |
| Karim Matmour (SC Fribourg)                                   | 55 | 17 | 13 | 22 |    | 76 |    |    |
| Karim Ziani (FC Sochaux puis Olympique de Marseille)          | 89 | 90 | 90 | 68 | 90 | 86 | 90 | 90 |
| Hameur Bouazza (Watford FC puis Fulham FC)                    | 70 | 88 |    |    |    |    |    | 90 |
| Lazhar Hadj Aissa (ES Sétif)                                  |    |    |    |    |    | 4  |    |    |
| Fodil Hadjadj (MC Alger)                                      | 0  |    |    |    |    |    |    |    |
| Chadli Amri (1.FSV Mayence 05)                                | 35 |    | 77 | 87 | 64 | 24 | 15 |    |
| Ali Moumen (MC Oran puis ES Sétif)                            | 12 |    |    |    |    |    |    |    |
| Salim Arrache (RC Strasbourg puis Toulouse FC)                |    |    |    |    |    |    |    | 30 |
| Attaquants                                                    |    |    |    |    |    |    |    |    |
| Mansour Boutabout (CS Sedan puis SCO Angers)                  |    |    |    |    |    |    | 75 | 44 |
| Rafik Saïfi (FC Lorient)                                      | 78 | 90 | 90 |    | 90 | 90 | 90 | 72 |
| Kamel Ghilas (Vitória Guimarães)                              |    |    | 0  | 18 | 26 | 14 |    | 18 |
| Noureddine Daham (FC Kaiserslautern puis TuS Coblence)        | 46 | 73 |    | 72 | 44 |    | 11 | 60 |
| Sofiane Younes (MC Alger)                                     | 20 | 0  |    |    |    |    |    |    |
| Seifeddine Amroune (MC Alger)                                 |    | 2  |    |    |    |    |    |    |
| Hadj Bouguèche (MC Alger)                                     | 1  |    |    |    |    |    |    |    |
| Abdelmalek Cherrad (SC Bastia)                                | 44 |    |    |    |    |    |    |    |
| Fouad Bouguerra (Club africain puis USM Annaba)               |    |    |    |    |    | 0  |    |    |

- Les nombres présents dans chaque case de la matrice représentent le nombre de minutes jouées par le joueur lors de ce match (0 signifie que le joueur est entré pendant le temps additionnel).